# Каталепсія
Катале́псія (грец. κατάληψις — схоплювання; синонім — воскова гнучкість) — руховий розлад, що полягає в тривалім збереженні хворим заданої йому пози (у тому числі й дуже незручної); спостерігається при паркінсонізмі, істерії, шизофренії. Каталепсія може бути викликана штучно в стані гіпнозу. Вона часто поєднується з іншими проявами підвищеної сугестивності: ехопраксія (повторенням побачених жестів), ехолалія (повторенням почутих слів) і т. ін.
Крім кататонічної шизофренії каталепсія може спостерігатися при істерії і деяких захворюваннях мозочка, коли блокуються або пошкоджуються зв'язки між мозочком і лобовими частками кори.

## Симптоми
Основними симптомами каталепсії є:
- Твердість в м'язах;
- Зниження чутливості до больових відчуттів і тепла;
- Відсутність можливості рухати кінцівками або ворушитися.

В цьому стані людина все бачить і чує, але показники її пульсу, дихання і деяких інших функцій сильно знижені. Тривалість каталепсії становить від однієї хвилини до декількох діб, іноді навіть може здатися, що пацієнт мертвий. У деяких випадках розлад зберігається дуже довго — тижні, а часом і місяці.
Розвиток каталептичного ступору найчастіше відбувається поступово: оніміння поширюється від верхніх кінцівок і м'язів шиї до нижньої частини тулуба і ніг.
О. Блейлер описував її так: «Хворі не роблять рухів з власної волі; їм можна надати будь-яку позу, і якою б незручною вона не була, вони будуть перебувати в ній дуже довго».

## Причини виникнення каталепсії
На сьогодні існують дві теорії, які проливають світло на походження цього стану. Називаються вони — неврологічні та психологічні причини. Відповідно до першої точки зору виникнення і розвиток каталепсії пов'язано з утвореннями головного мозку. За другою теорією дане явище має чисто психологічне пояснення. Так, існує думка, що поява симптомів каталепсії зумовлена підвищеною сугестивністю. Виникненню патологічного стану можуть передувати хвилювання і істеричні припадки. Зникнення нападу супроводжується бурхливими емоційними проявами.

## Лікування
Для лікування каталепсії застосовується інтерактивна імагогика. Це робота з внутрішніми силами організму, що в психотерапії називається імаго-образом. Завдяки цій методиці пацієнт може побачити власний хворий орган. Після цього на підставі отриманої картини створюється позитивний образ, який і надає лікувальний вплив.
Лікування каталепсії необхідно проводити в спеціалізованих психологічних центрах і виключно за участю досвідчених фахівців.